# Cá cóc
Về các nghĩa khác, xin xem bài Cá cóc (định hướng)
Cá cóc hay cá cóc sông, tiếng Thái: ปลาตะโกก, tiếng Khmer ឆ្កោក /ckaok/ (Danh pháp khoa học: Cyclocheilichthys enoplos là một loài cá trong họ Cá chép Cyprinidae. Đây là một trong số ít thủy sản đặc hữu thuộc lưu vực sông Mekong (như cá tra dầu, cá hô, cá vồ cờ, cá bông lau...). Ở Việt Nam thường ẩn nấp nơi vực sâu xoáy nước, trụ cầu hoặc bến phà hay gốc cây ngầm, dọc sông Tiền và sông Hậu, theo một số thợ câu chuyên nghiệp ở Vĩnh Long, Bến Tre. Đây là một loại cá đặc sản, quý hiếm ở sông Tiền.

## Đặc điểm
Cá có hình dáng tương tự cá chép với vảy trắng, vây đỏ, nặng 5 kg. Một số thời gian, Cá cóc có cá thể nặng trên 10 kg. Nay cỡ 7 – 8 kg/con đã hiếm, thường gặp tầm 2 – 3,5 kg/con. Thịt cá ngọt thơm, cá giấu nhiều xương hình chữ y trong thịt. Bộ phận quý giá nhất của cá cóc là bộ vảy, trên lưng cá có kỳ nhọn và bén như răng cưa. Vì vậy, khi dân chài đánh dính cá cóc, cá có thể quẫy mạnh làm rách lưới mà thoát thân. Cá cóc nghệ, thường diện có da ửng vàng lóng lánh, thịt nó cũng phơn phớt màu nghệ, ngọt thơm gấp đôi cá cóc trắng.
Vào mùa nắng, tỷ lệ cá trưởng thành nhiều hơn mùa mưa. Vào lúc con nước đứng lớn, từng đàn cá đổ xô về các vùng nước sâu, chảy xiết để tìm mồi, đặc biệt tại khu vực bến phà Mỹ Thuận cũ ở xã Hòa Hưng... Sau mùa lũ hàng năm, đàn cá cóc thường ngược dòng lên thượng nguồn sông Mê Công sinh sản, còn đàn cá con lại xuôi dòng về sông Tiền, sông Hậu để tìm thức ăn và trưởng thành. được chế biến thành nhiều món ăn đậm nét sông nước Nam bộ: cá cóc kho nước dừa, cá cóc nấu canh chua, cá cóc chưng tương... Vì khan hiếm nên hiện nay giá cá cóc tại chợ khá đắt.